# Geranomyia lineata
Geranomyia lineata är en tvåvingeart som beskrevs av Günther Enderlein 1912. Geranomyia lineata ingår i släktet Geranomyia och familjen småharkrankar.
Artens utbredningsområde är Colombia. Inga underarter finns listade i Catalogue of Life.